# らんま1/2 悪夢!春眠香
『らんま1/2 悪夢！春眠香』（らんまにぶんのいち あくむ！しゅんみんこう）は、高橋留美子による漫画『らんま1/2』を原作としたOVA作品。

## 概要
『らんま1/2』のアニメ作品は1996年発売のOVA作品『らんま1/2 SUPER 二人のあかね「乱馬、私を見て！」』以来となり、シリーズ初のデジタル制作。原作34巻PART.10「悪夢!春眠香」のエピソードを基にしている。
2008年の高橋留美子展向けに制作された作品で、2010年1月29日に本作と『うる星やつら ザ・障害物水泳大会』『犬夜叉 黒い鉄砕牙』の3本のDVDをセットにした『It's a Rumic World スペシャルアニメBOX』が発売され、同年10月20日には、それぞれ単独でのDVDとBlu-ray Discが発売された。
原作から多くの部分が改変されている。八宝斎が春眠香を作成した目的は「乱馬に一泡吹かせるため」であるが、その発端となった出来事が異なる。原作では嗅ぐと何をされても起きない「安眠香」をあかねに嗅がせようとするも、八宝斎自身が乱馬に「安眠香」を嗅がされてボコボコにされたことに対する仕返しであったが、本作では乱馬に下着泥棒を阻止されて女子生徒らに袋叩きにされたことへの仕返しとなっている。
アニメでは「安眠香」は登場しない代わりに、嗅いだ者は目に映るすべての者が愛しい人に見える「幻恋香」というお香が登場する。
「春眠香」に原作にはない設定が追加されている（後述）。原作にも登場する「夏来香」にも邪念を帯びた人物が煙を嗅ぐと、邪念が増幅されてしまうという副作用の設定が追加された。
キャストでは、ほとんどがそのまま当時の役を担当しているが、九能帯刀役が辻谷耕史に、九能校長役が大塚芳忠に変更されている。どちらもオリジナルキャスト（鈴置洋孝：九能役、仁内建之：校長役）の死去に伴う変更である。また、辻谷に加え、八宝斎役の永井一郎、コロン役の麻生美代子、久遠寺右京役の鶴ひろみなど、本作が生前最後の「らんま1/2」アニメシリーズ出演になった声優も存在する。
制作は次作『犬夜叉』のアニメ版を手掛けたサンライズだが、実制作は従来のアニメ作品と同じくスタジオディーンが担当している。スタッフは大幅に変更されているが、キャラクターデザイン・作画監督の中嶋敦子など過去のアニメ作品から引き続き参加しているスタッフも存在する。音楽は田中公平が新たに担当しており、田中はラグビー部員で声優としての出演も果たしている。

## あらすじ
下着泥棒を早乙女乱馬に阻止された八宝斎は、乱馬に一泡吹かせるために「春眠香」というお香を調合する。これは、嗅いだ者は春の間中眠り続けるという効果を発揮するお香であった。八宝斎は乱馬に嗅がせようとするが、天道あかねが誤って嗅いでしまう。八宝斎は、これはチャンスとばかりにあかねに迫ろうとするが、あっけなくぶっ飛ばされてしまった。乱馬はこのやりとりから、八宝斎の調合は失敗したと思い、特に気にも留めずにいた。
しかし、その日の授業中にあかねは授業中に居眠りしてしまった。しかもあかねは、自分の居眠りを注意しようとした二ノ宮ひな子の持っていたピコピコハンマーを奪い、逆にひな子を殴る。あかねが先生に逆らうこと自体が珍しいだけに、乱馬たち一同は驚く。そこで、乱馬はあかねを起こそうとするが、乱馬もあかねにはじき飛ばされる。さらに、あかねに近づこうとした九能帯刀もぶっ飛ばされてしまった。
実は「春眠香」は、暗殺者に命を狙われた人間が眠りながらでも戦えるという効力を発揮するお香だった。
さらに「春眠香」は、暗殺者に狙われない状態が長く続くと、鬱憤が募り、やがて無差別に八つ当たりをするようになってしまうという恐ろしい副作用があった。乱馬たちは、あかねを何とか学校の外に出さないよう奮闘するも、健闘むなしく、あかねはラグビー部員一同や九能校長を襲撃し、眠ったままの状態で学校の外に出て行ってしまい、道中の建造物、電柱、車などを破壊しながら猫飯店へとたどり着く。
乱馬は猫飯店であかねを止めようとするが、響良牙や九能、八宝斎もやって来て店は滅茶苦茶になってしまう。そんな中、乱馬はムースから「幻恋香」というお香を渡される。これは、嗅ぐと目に映るすべての人物が愛しい人に見えるという効力を発揮するお香であった。乱馬はこれを嗅いであかねを目覚めさせようとするが、目覚めさせる前に効力が消えてしまい、もはや万事休すかに思われた。
だが、あかねは思いもよらない形で目を覚ますことになる。猫飯店の前を通りかかった買い物帰りのかすみがやって来て、あかねに穏やかな口調で「起きて」と声をかけると、あっさりと目を覚ましたのだ。「春眠香」は、嗅いだ者が暗殺者の殺気を感じることで攻撃をするのだが、かすみは殺気のかけらも持たずにあかねに近付いたため、このような結果を生んだのであった。こうして、「春眠香」が招いたドタバタ劇は幕を降ろすこととなった。なお、滅茶苦茶にされた猫飯店の後始末は良牙、九能、八宝斎が負うことになったようである。

## キャスト
- 早乙女乱馬 - 山口勝平
- らんま - 林原めぐみ
- 天道あかね - 日髙のり子
- 天道なびき - 高山みなみ
- 天道かすみ - 井上喜久子
- 天道早雲 - 大林隆介
- 早乙女玄馬 - 緒方賢一
- 九能帯刀 - 辻谷耕史
- 九能小太刀 - 島津冴子
- シャンプー - 佐久間レイ
- ムース - 関俊彦
- 久遠寺右京 - 鶴ひろみ
- 五寸釘光 - 二又一成
- 二ノ宮ひな子 - 冬馬由美
- 校長 - 大塚芳忠
- 響良牙 - 山寺宏一
- ピコレット・シャルダン - 難波圭一
- 女生徒A - 関山美沙紀
- 女生徒B - 真堂圭
- ラグビー部員A - 宮崎寛務
- ラグビー部員B - 田中公平
- コロン - 麻生美代子
- 八宝斎 - 永井一郎

## スタッフ
- 原作 - 高橋留美子
- 監督・絵コンテ - もりたけし
- 脚本 - 山口亮太
- 演出 - 佐藤照雄
- キャラクターデザイン・作画監督 - 中嶋敦子
- プロップデザイン - 岩畑剛一
- 色彩設計 - もちだたけし
- 美術監督 - 池田繁美
- 美術ボード - 丸山由紀子
- 美術設定 - 池田繁美、大久保修一
- 撮影監督 - 下崎昭
- 編集 - 松村正宏
- 音楽 - 田中公平
- 音楽制作 - 小学館ミュージック&デジタル エンタテイメント、サンライズ音楽出版
- 音楽プロデューサー - 眞野昇
- 音響監督 - 岩浪美和
- アニメーション制作 - スタジオディーン
- 製作 - 亀井修（小学館）
- 制作 - サンライズ

## あかねの夢に登場する他作品からのキャラクター
セリフはないが、高橋留美子原作による他作品からのキャラクターも、あかねの夢のシーンに登場している。
ラム
『うる星やつら』のメインヒロインである鬼型宇宙人の娘。原作でも描かれている「ハーレムを作っている夫（乱馬）に虐げられる本妻（あかね）」という夢のシーンの冒頭に登場する。
犬夜叉、日暮かごめ、七宝、弥勒
『犬夜叉』からの主要登場人物たち。アニメで新たに追加された「あかねがアダルトチェンジしたひな子と対決するシーン」に登場。顔ははっきりと見えないが、4人ともひな子に闘気を吸い取られ、倒れている状態で映っている。